# Fong gelatinós
Els fongs gelatinosos són un grup parafilètic de diversos ordres de fongs heterobasidiomicets que pertanyen a classes del subfílum Agaricomycotina: Tremellales, Dacrymycetales, Auriculariales i Sebacinales. Aquests fongs es diuen així per la seva forma que va de foliosa a embrancada irregularment que té, o sembla tenir, la consistència de la gelatina. En realitat, molts són més gomosos que gelatinosos. Quan s'assequen, els fongs gelatinosos esdevenen durs; quan s'esposen a l'aigua recuperen la seva forma original.
Viuen sobre tota mena de substrats, primordialment llenyosos, però també entre virosta, en sòls humífers o inundats. Hi ha exemples de paràsits de vegetals però també d'altres que formen associacions simbiòtiques amb molses i plantes herbàcies o micorrizes
Un gran nombre de fongs gelatinosos es poden menjar crus; els verinosos són rars. Tanmateix moltes espècies tenen una textura o un gust no palatable. Alguna espècie és un bon comestible i apreciada, Tremella fuciformis.

## Grups de fongs gelatinosos

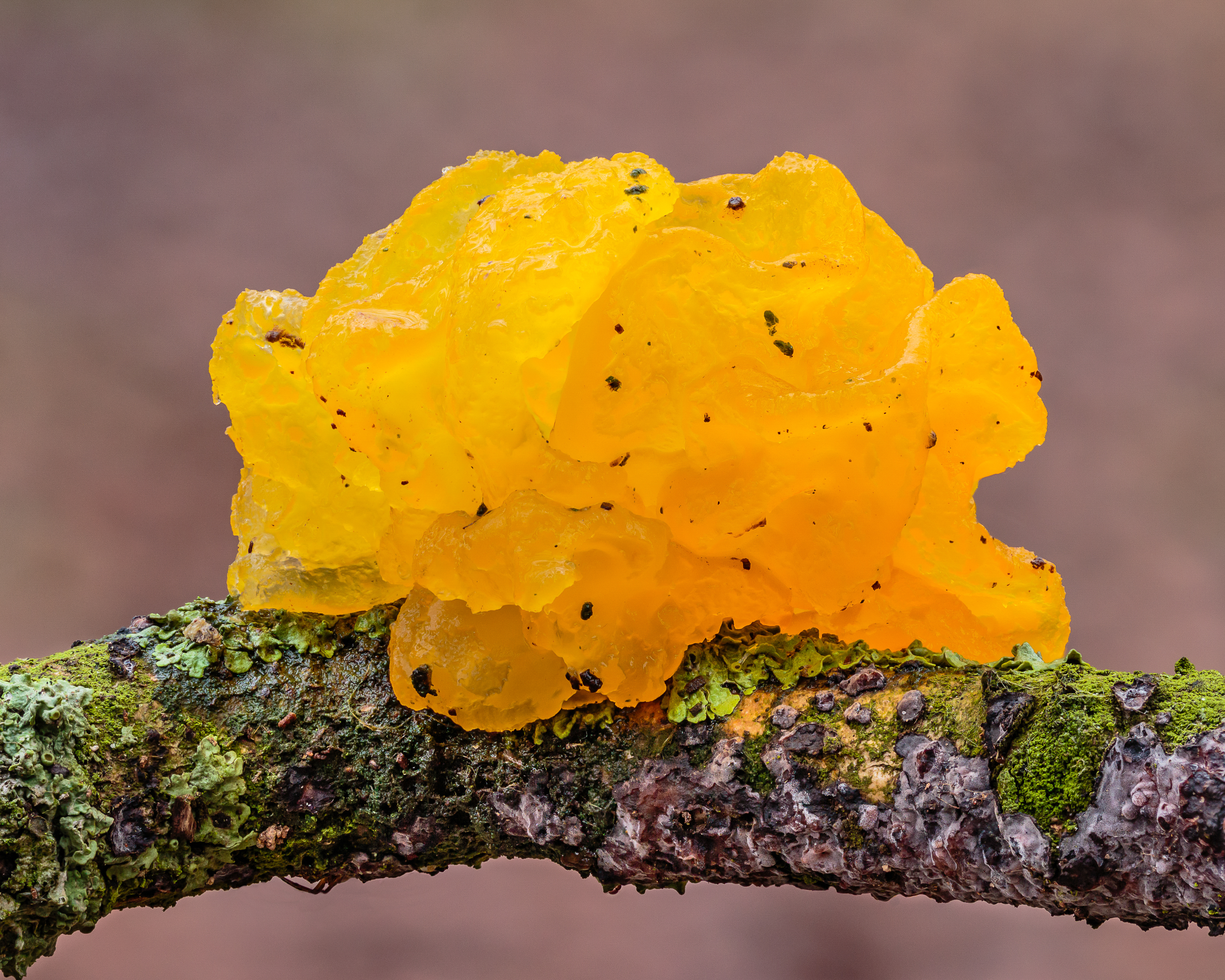
Tremolosa mesentèrica (Tremella mesenterica)

### Tremoloses
Fongs que formen bolets d'aspecte globulós i consistència gelatinosa. Sovint paràsits de plantes (moixera, pomera, ginebró, perera) o de fongs saprotròfics que creixen sobre fusta morta.
- Paeotremella frondosa, crespell tremolós d’alzina
- Gymnosporangium tremelloides, crespell tremolós de ginebró
- Phaeotremella foliacea, crespell tremolós
- Exidia glandulosa, tremolosa glandulosa
- Tremella mesenterica, tremolosa mesentèrica
- Exidia saccharina tremolosa sacarina
- Naematelia aurantia (= Tremella aurantia), tremolosa taronja

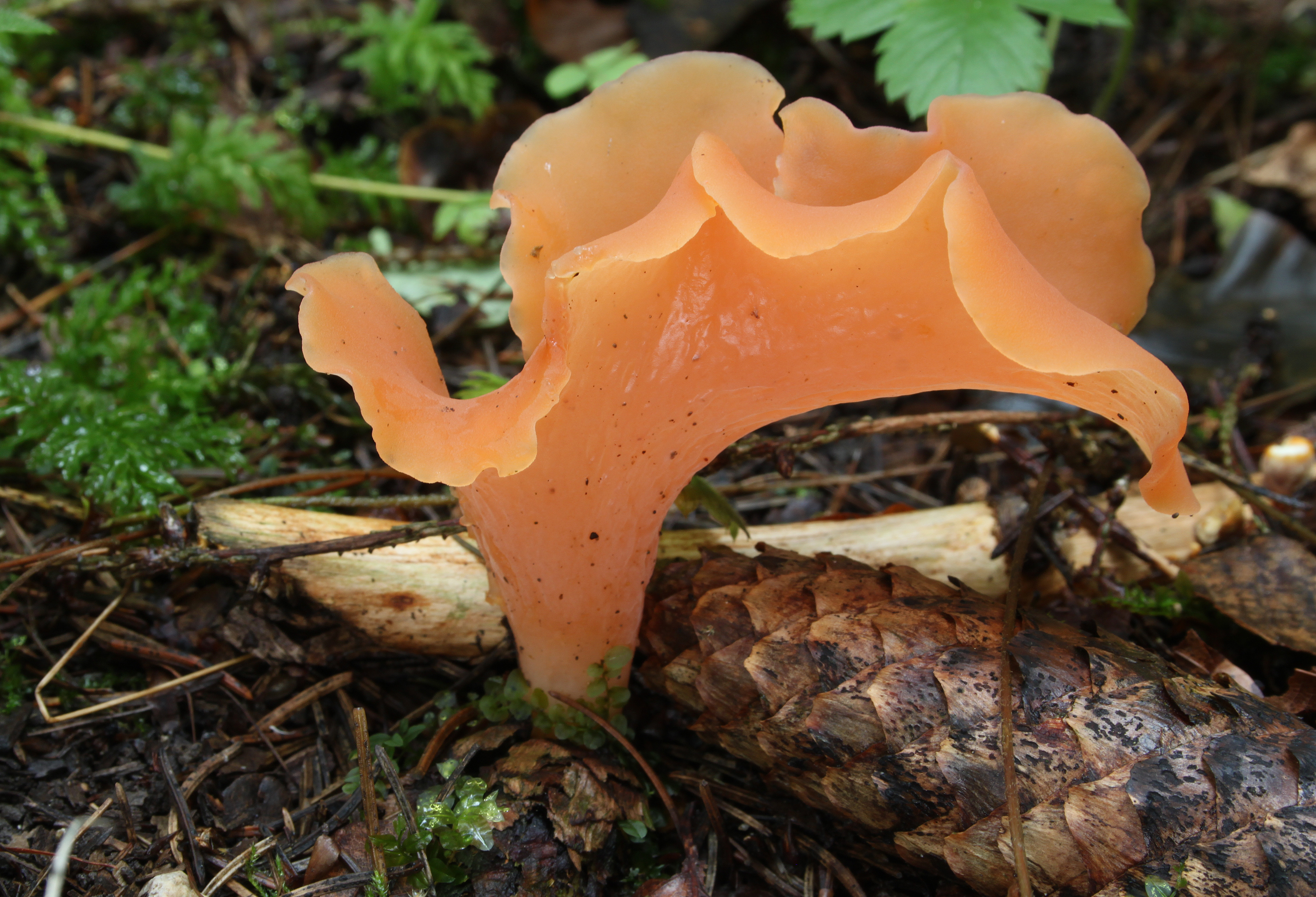
Cresta de gall (Guepinia helvelloides)

### Crestes i orelles gelatinoses
Fongs gelatinosos amb aspecte d’espàtula, pètal, orella o d’embut fes al llarg. Les crestes creixen sobre virosta, soques i restes llenyoses en boscos de coníferes, mentre les orelles les trobem sobre fusta morta de planifolis.
- Guepinia helvelloides (= Tremiscus helvelloides), cresta de gall
- Pseudohydnum gelatinosum, orella de vaca
- Auricularia auricula-judae, orella de Judes, orella de saüquer
- Auricularia mesenterica, orella mesentèrica
- Schizophyllum amplum, orella de pollancre

### Crostes de soca gelatinoses
Bolets en forma de crosta adherida al substrat (resupinada) i de textura gelatinosa. La superfície superior pot ser llisa, lobulada, cerebriforme, arrugada, plegada, venosa o coberta d’agulles. Pot ser reflexa, és a dir, que una de les vores de la crosta es separi del substrat, com una cella, i actuï com una mena de barret de protecció.

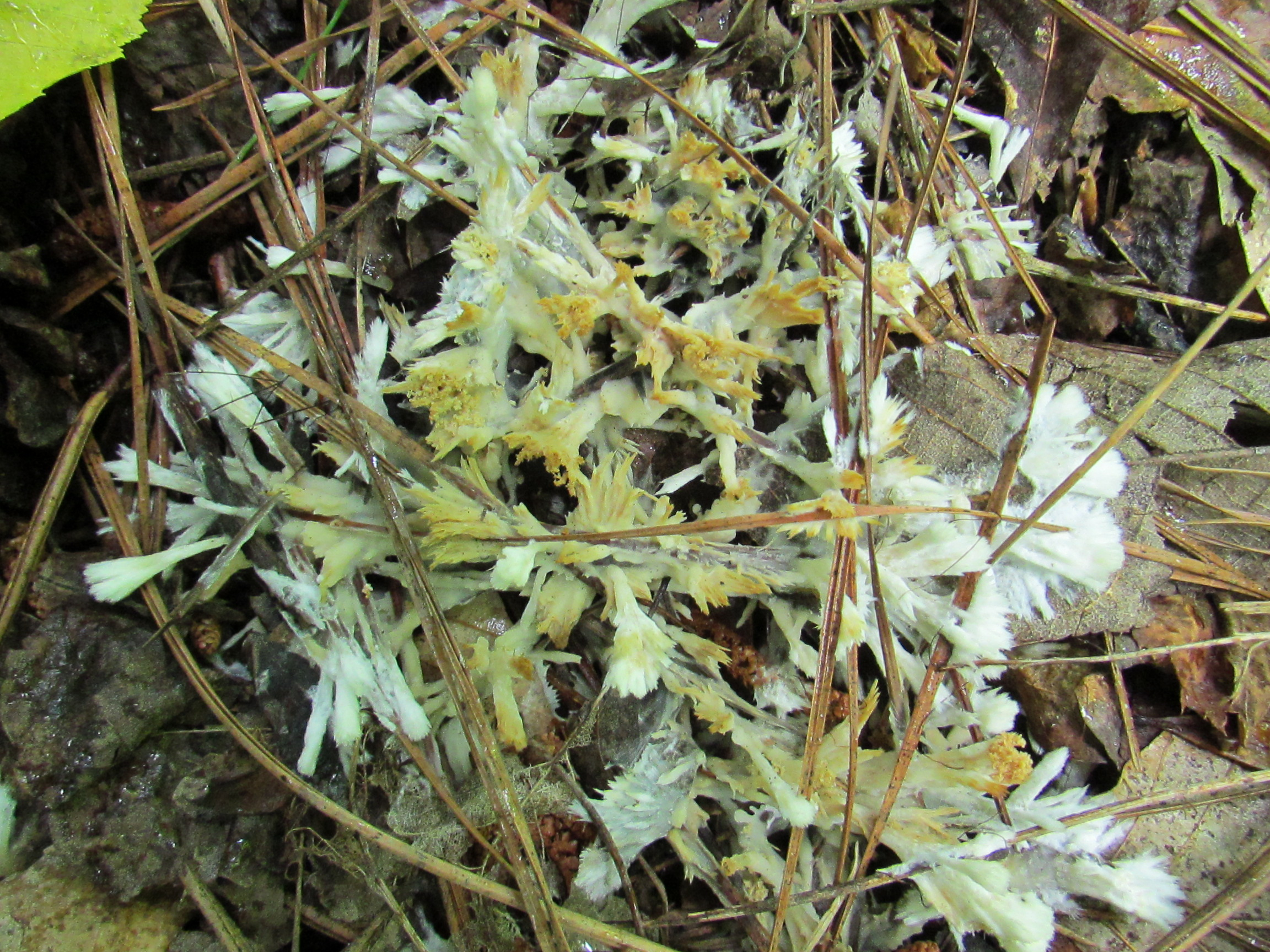
Crosta embolcallant (Sebacina incrustans)

- Sebacina incrustans, crosta embolcallant
- Sebacina lacrymans, crosta gelatinosa
- Exidiopsis effusa, Exidia thuretiana, crosta gelatinosa blanquinosa
- Exidia nigricans, crosta gelatinosa negra
- Byssomerulius corium, crosta reticulada
- Meruliopsis taxicola, crosta reticulada vinosa
- Phlebia tremellosa (= Merulius tremellosus), crosta tremolosa

### Coixinets i cassoletes gelatinoses
Grup divers que inclou un gran nombre d’espècies d’aspecte molt similar i que precisen de microscòpia per a diferenciar-les. La majoria viuen sobre fusta morta a la que causen un podriment bru. Moltes tenen aparença de coixinets gelatinosos, de color groc viu a taronja. Estan agrupades amb el nom de coixinet de soca groc. Altres tenen aspecte de cassoletes més o menys gelatinoses. 
Coixinets de soca gelatinosos:

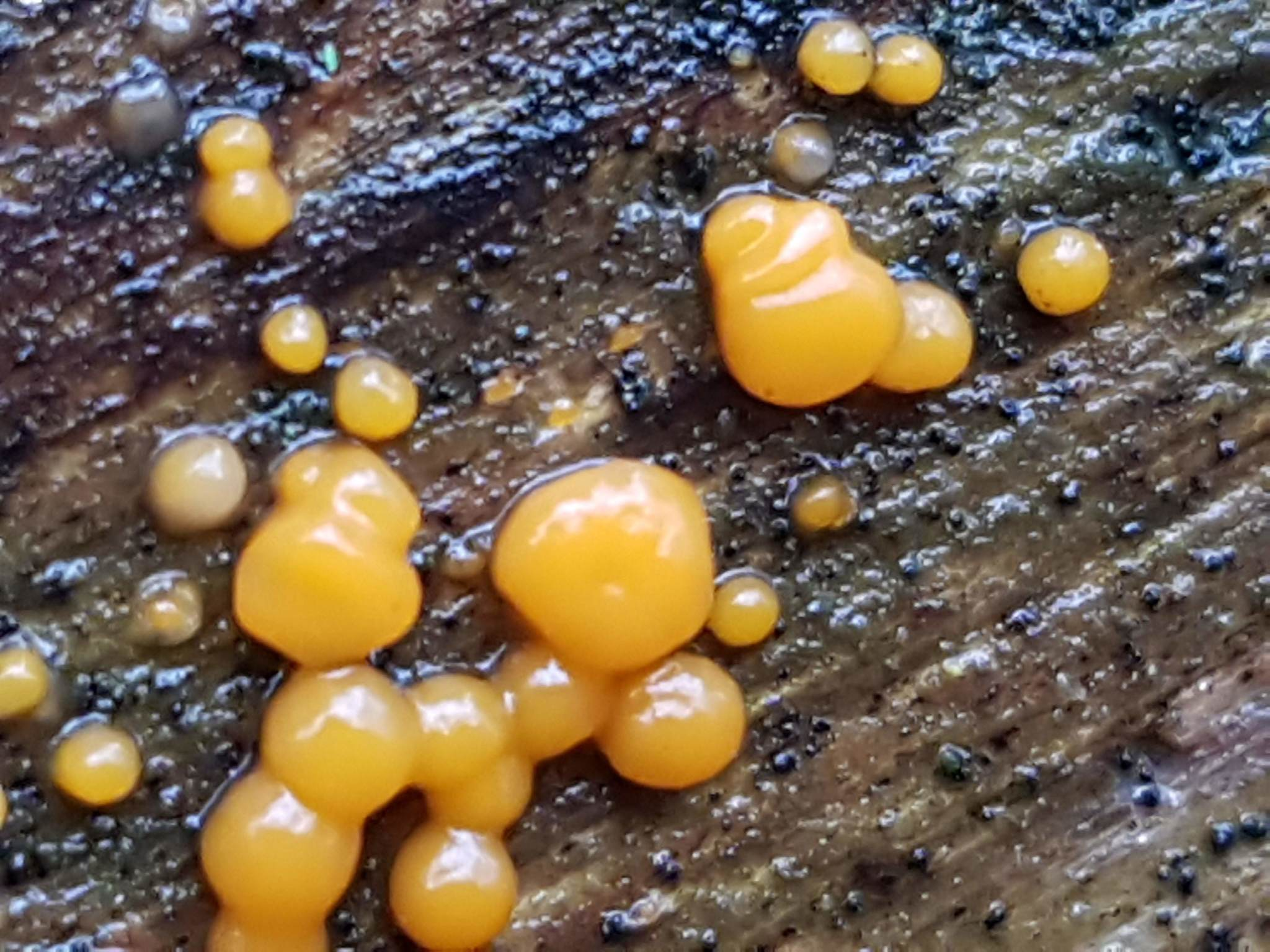
Coixinet de soca groc (Dacrymyces stillatus)

- Exidia recisa, E. repanda, coixinet de soca bru
- Myxarium hyalinum, coixinet de soca brunenc
- Myxarium nucleatum, Tremella encephala, coixinet de soca granellut
- Dacrymyces adpressus, D. capitatus, D. chrysocomus, D. punctiformes, D. stillatus, D. variisporus, Dacryonaema macnabbii, Ditiola peziziformis, D. radicata, Guepiniopsis estonica, coixinet de soca groc
- Phaeotremella símplex, coixinet de soca groguenc

Cassoletes de soca gelatinoses:

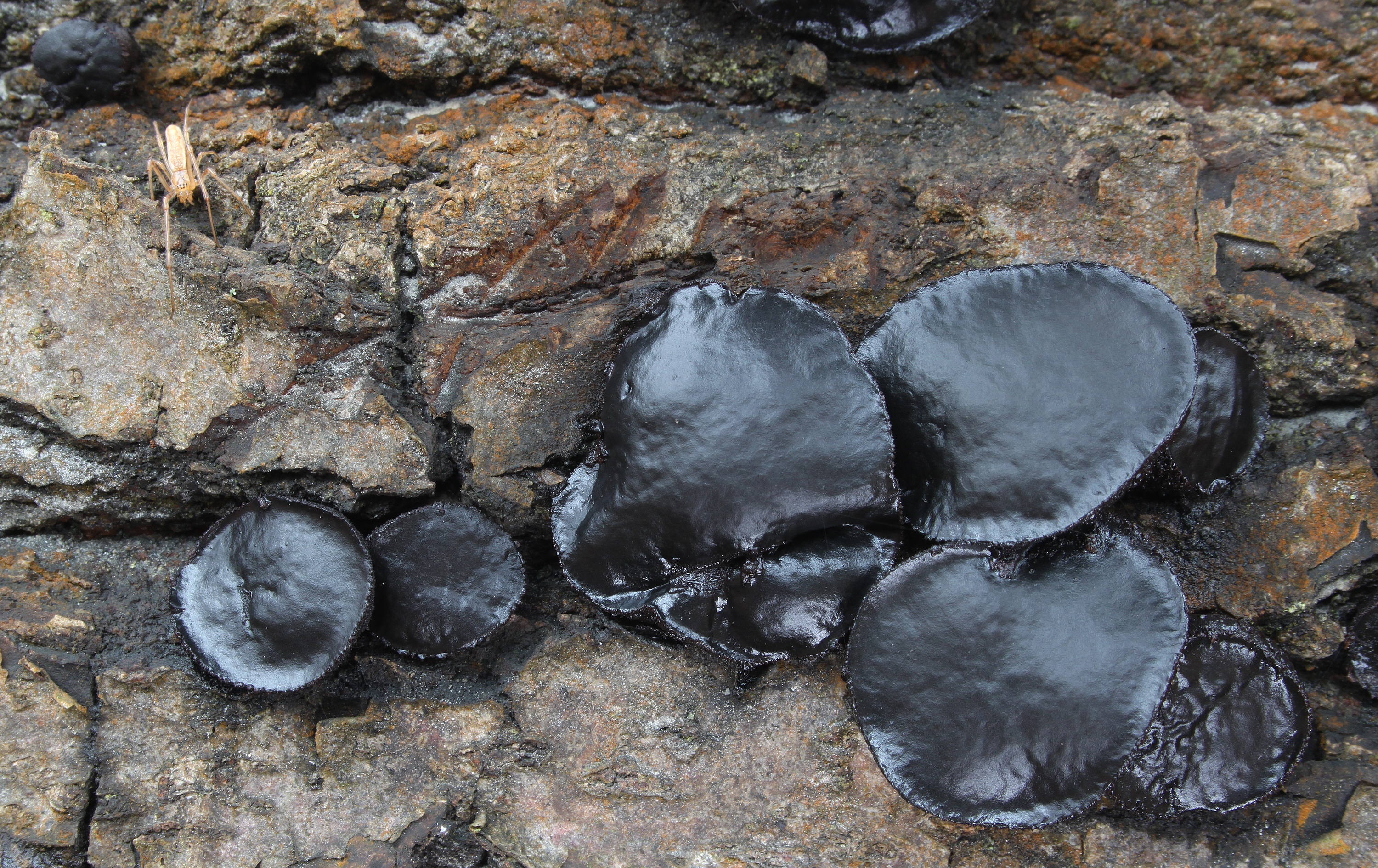
Cassoleta de soca de sutge (Bulgaria inquinans)

- Bulgaria inquinans, cassoleta de soca de sutge
- Exidia umbrinella, cassoleta de soca bruna
- Guepiniopsis buccina, cassoleta de soca groga
- Ascocoryne sarcoides, cassoleta de soca vinosa

Cassoletes de terra gelatinoses:
- Sarcosoma globosum, cassoleta de terra

### Banyes i cabells gelatinosos

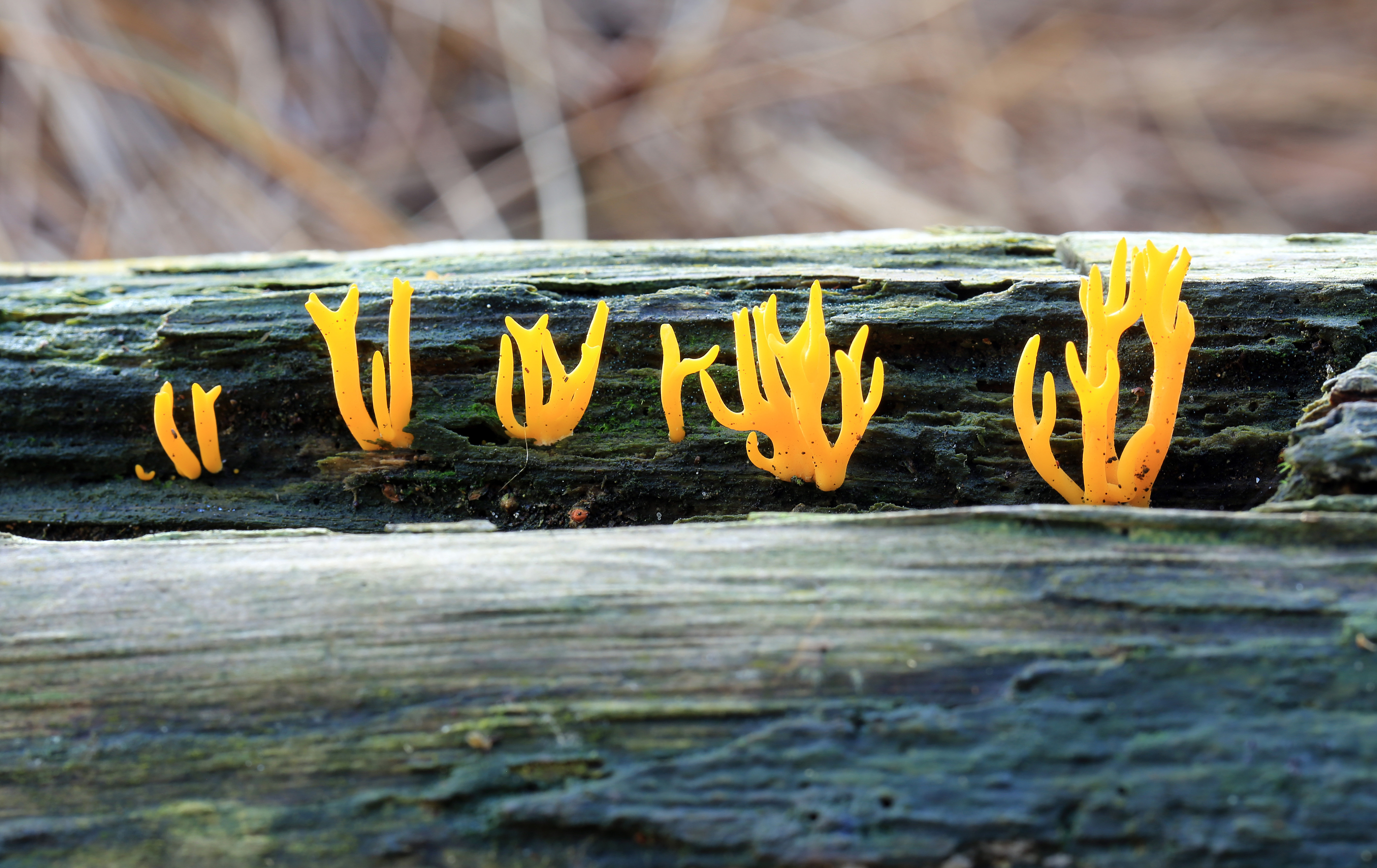
Banya viscosa (Calocera viscosa)

Bolets gelatinosos sempre molt menuts i d’aspecte molt variat; el més corrent és la forma de cabells o banyes gens o poc ramificades, però el seu extrem es pot dilatar i aleshores s'anomenen capçats.
- Calocera cornea, banya còrnia
- Calocera furcata, banya còrnia de pi
- Calocera viscosa, banya viscosa
- Gymnosporangium clavariiforme, banya del ginebró
- Gymnosporangium sabinae, banya de sabina
- Mitrula paludosa, Heyderia abietis, Vibrissea truncorum, capçat de mollera
- Leotia lubrica, leòcia viscosa